# Moudud Ahmed
Moudud Ahmed (Noakhall, 24 de mayo de 1940-Singapur, 16 de marzo de 2021) fue un abogado y político bengalí. Fue miembro del comité permanente del Partido Nacionalista de Bangladés. Ahmed fue elegido miembro de Jatiya Sangsad en total cinco veces de los distritos electorales Noakhali-1 y Noakhali-5.
Ahmed se desempeñó como maestro general de correos de Bangladés después de la independencia. Desde la década de 1980, ocupó numerosos cargos políticos durante breves períodos en el Gobierno de Bangladés, incluido el de vice primer ministro (1976-1978 y 1987-1988), primer ministro de Bangladés (1988-1989), vicepresidente de Bangladés (1989-1990) y Ministro de Derecho, Justicia y Asuntos Parlamentarios (2001-2006).

## Biografía
Ahmed nació en 1940 en la presidencia de Bengala durante el Raj británico. Su padre, Momtazuddin Ahmed, era un erudito e imán islámico sufí en Paribagh, Dacca, Maulana. Ahmed obtuvo su licenciatura y maestría en ciencias políticas de la Universidad de Dacca. Fue llamado al English Bar en Lincoln's Inn en Londres en 1966.
Mientras estuvo en el Reino Unido, Ahmed fue parte de un creciente movimiento intelectual entre los estudiantes de Pakistán Oriental en la visión de un Bangladés independiente. Después de regresar a Dacca, se unió al equipo legal de Sheikh Mujibur Rahman durante el juicio del caso de conspiración de Agartala en 1968. Acompañó a la delegación bengalí dirigida por Sheikh Mujib a la Conferencia de mesa redonda de Rawalpindi con el mariscal de campo Ayub Khan en 1969. Ahmed fue testigo de muchos acontecimientos importantes en el período previo a la independencia de Bangladés. Se unió al Gobierno Provisional de Bangladés en Calcuta durante la Guerra de Liberación de 1971. Trabajó en su División de Publicidad Externa.  Ahmed se dirigió a muchas manifestaciones humanitarias por las víctimas del genocidio bengalí. Una vez provocó una manifestación completa en Londres sosteniendo un artículo del Daily Mirror titulado El nacimiento de una nación y gritando "estamos vivos, pero aún no somos libres".
Ahmed fue uno de los miembros fundadores del Comité de Libertades Civiles y Asistencia Legal de 33 miembros que se estableció para proteger a los políticos de oposición y miembros de la sociedad civil que enfrentaban la ira del gobierno el 31 de marzo de 1974. Ahmed fue el primer director general de Correos de la Oficina de Correos de Bangladés después de la Independencia de Bangladés.  Ahmed fue encarcelado por orden del jeque Mujibur Rahman en diciembre de 1974, pero luego fue puesto en libertad.
En 1985,  Ahmed se unió al recién formado Partido Jatiyo del Teniente General Hussain Muhammad Ershad. Fue nombrado nuevamente Viceprimer Ministro en el gabinete  y ocupó las carteras del Ministerio de Industrias y del Ministerio de Comunicaciones. El presidente Ershad nombró a Ahmed primer ministro en 1988. Durante un año en el cargo de primer ministro, supervisó las operaciones de socorro durante la catastrófica inundación de 1988 en Bangladés. Ahmed fue invitado a conversar con varios líderes occidentales, incluso con Margaret Thatcher en el número 10 de Downing Street. Sin embargo, Ershad reemplazó a Ahmed con el izquierdista pro chino Kazi Zafar Ahmed en 1989. Ahmed fue elevado al puesto de vicepresidente de Bangladés en 1989. Renunció en diciembre de 1990 para dar paso a que el juez Shahabuddin Ahmed se convirtiera en presidente interino y dirigiera la transición a la democracia parlamentaria.
Después de cumplir un período en prisión luego de la destitución de Ershad, Khaleda Zia invitó a Ahmed a regresar al BNP en 1996. Fue elegido para el parlamento mientras estaba en la cárcel en 1996. Fue reelegido por quinta vez en 2001. Begum Zia lo nombró como Ministro de Derecho, Justicia y Asuntos Parlamentarios en 2001. En 2007, el gobierno provisional respaldado por los militares arrestó a Ahmed por cargos de posesión ilegal de alcohol. Pero el caso fue desestimado en la Corte Suprema en 2008. Después de su liberación de la prisión, Ahmed recibió una recepción jubilosa en su circunscripción en Noakhali. Fue reelegido para el parlamento en 2008. Fue arrestado nuevamente en 2013 por el gobierno de la Liga Awami. Su familia le dijo a The Guardian que el país se estaba convirtiendo en una prisión bajo el mandato del primer ministro Sheikh Hasina. 